# Патциг, Конрад
Конрад Патциг (нем. Conrad Patzig; 24 мая 1888, Мариенбург — 1 декабря 1975, Гамбург) — немецкий военный деятель, адмирал. Руководитель Абвера в 1932—1935 годах.

## Биография
3 апреля 1907 года поступил мичманом в кайзеровский флот, обучение проходил на борту фрегата «Штайн». Успешно завершив учёбу, 21 апреля 1908 года произведен в фенрихи и 1 октября 1909 года назначен на линкор «Нассау», где уже 28 сентября 1910 года дослужился до лейтенанта, а 27 сентября 1913 года до чина старшего лейтенанта. Тремя днями позже получил назначение в артиллерийское подразделение немецкой крепости в Киао-Чао, где стал ротным командиром.
С началом Первой мировой войны — командир батареи № 12. После капитуляции колонии 8 ноября 1914 года — в японском плену.
22 января 1920 года освобождён. По возвращении в Германию с остатками его отряда 30 января 1920 года был произведен в капитан-лейтенанты, и зачислен в Рейхсмарине. Далее служил адъютантом и был 8 апреля 1921 переведен в отдел флота в Бремене. С 18 сентября 1922 по 14 сентября 1924 года — штурман лёгкого крейсера «Берлин». Затем референт инспекции образования флота, 1 апреля 1926 произведен в корветтен-капитаны. С 24 октября 1927 в течение года командует 1-м учебным дивизионом на Балтике (в Киле), а далее ещё год служит штурманом на броненосце «Шлезвиг-Гольштейн».
С 17 октября 1929 вновь референт, на сей раз в разведотделе Имперского министерства обороны в Берлине, с 1 октябрь 1931 — фрегаттен-капитан. В этом звании 6 июня 1932 назначен начальником отдела (в 1935 году его сменил Канарис).
Уже будучи (с 1 октября 1933) капитаном цур зее со 2 января 1935 — командующий военно-морской станцией «Нордзее», а с 28 февраля 1935 — капитан броненосца «Шлезвиг-Гольштейн». В октябре того же года назначен командиром строящегося тяжёлого крейсера «Адмирал граф Шпее».
После ввода корабля в строй, Патциг командовал им до 1 октября 1937 успев таким образом поучаствовать в гражданской войне в Испании.
В начале октября 1937 года он был переведен в OKM, руководил отделом кадров. Следовали повышения: контр-адмирал (1 ноября 1937), вице-адмирал (1 января 1940), адмирал (1 апреля 1942).
С 1 ноября 1942 года — в распоряжение командующего Кригсмарине. 31 марта 1943 года окончательно уходит в отставку.
С 8 мая 1945 по 15 марта 1946 года находился в британском плену. 
После войны (август 1955 — ноябрь 1957) консультант Бундесмарине по кадрам высшего комсостава.

## Звания
- Фенрих-цур-зее (21 апреля 1908)
- Лейтенант-цур-зее (28 сентября 1910)
- Обер-лейтенант-цур-зее (27 сентября 1913)
- Капитан-лейтенант (30 января 1920)
- Корветтен-капитан (1 апреля 1926)
- Фрегаттен-капитан (1 октября 1931)
- Капитан-цур-зее (1 октября 1933)
- Контр-адмирал (1 ноября 1937)
- Вице-адмирал (1 января 1940)
- Адмирал (1 апреля 1942)

## Награды
- Железный крест (1914 г.) 1-го и 2-го класса
- Колониальный знак
- Почётный крест для фронтовиков
- Медаль «За выслугу лет в вермахте» 1-го, 2-го, 3-го и 4-го классов
- Крест Военных заслуг (1939) 1-го и 2-го класса с мечами
- Немецкий крест в серебре (22 марта 1943)
- Орден Креста Свободы 1-го класса с мечами и дубовыми листьями (25 марта 1942)